# معركة بواتييه (1356)
وقعت معركة بواتييه سنة 1356م بالقرب من مدينة بواتييه الحالية بفرنسا. مسبوقة بمعركة كريسي 1346 و تلتها معركة أجينكور 1415 ، كانت الثانية في الانتصارات الكبيرة الثلاثة للإنجليز في حرب المئة عام.

## الأحداث
أشهر انتصار حققه الإنجليز في حرب المائة عام كان في معركة بواتييه. كانت القوات الإنجليزية تقاتل تحت قيادة إدوارد الثالث وإدوارد الأمير الأسود الإنجليزي، في حين كان الملك جون الثاني، يقود القوات الفرنسية.كانت قواته تفوق الإنجليز عدداً لكن الأمير الأسود قاتل بمهارة. وفي ذروة احتدام القتال، ظهر الفرسان الإنجليز خلف خطوط الجيش الفرنسي، فهرب الفرنسيون تاركين خلفهم الملك جون الثاني، وابنه فيليب، فوقعا في الأسر.